# Roberto Zandonella
Roberto Zandonella (ur. 14 kwietnia 1944 w Comelico Superiore) – włoski bobsleista. Złoty medalista olimpijski z Grenoble.
Dwa razy startował na igrzyskach olimpijskich (IO 68, IO 72). W 1968 w załodze Eugenio Montiego (jednego z najwybitniejszych bobsleistów w historii) triumfował w czwórce. W 1970 został mistrzem świata, rok wcześniej był drugi.